# Kryspinian
Kryspinian – imię męskie pochodzenia łacińskiego, wywodzące się od imienia Kryspin (od łac. crispus, 'kędzierzawy'). Patronem tego imienia jest św. Kryspinian, wspominany razem ze św. Kryspinem.
Kryspinian imieniny obchodzi 25 października.